# Odontodrassus bicolor
Odontodrassus bicolor är en spindelart som beskrevs av Jean-François Jézéquel 1965. Odontodrassus bicolor ingår i släktet Odontodrassus och familjen plattbuksspindlar.
Artens utbredningsområde är Elfenbenskusten. Inga underarter finns listade i Catalogue of Life.